# Interstate 91
Interstate 91 (I-91) é uma rodovia interestadual na região da Nova Inglaterra nos Estados Unidos que passa por Connecticut, Massachusetts e Vermont. É a principal via de comunicação norte-sul na parte ocidental da região. O seu terminal sul situa-se em New Haven, Connecticut, na I-95, enquanto o terminal norte se situa em Derby Line, Vermont, na fronteira entre o Canadá e os Estados Unidos. Depois do cruzamento fronteiriço Derby Line-Rock Island, a estrada continua para o Canadá como Quebec Autoroute 55. A I-91 é a mais longa das três rodovias interestaduais cujo percurso completo se situa nos estados da Nova Inglaterra (as outras duas auto-estradas são a I-89 e a I-93) e é também a única autoestrada interestadual primária (de dois dígitos) na Nova Inglaterra que intersecta todas as outras cinco rodovias que atravessam a região. As maiores cidades ao longo do seu percurso, de sul para norte, são New Haven, Connecticut; Hartford, Connecticut; Springfield, Massachusetts; Northampton, Massachusetts; Greenfield, Massachusetts; Brattleboro, Vermont; White River Junction, Vermont; St. Johnsbury, Vermont; e Newport, Vermont.